# 班杰默哈尔斯县

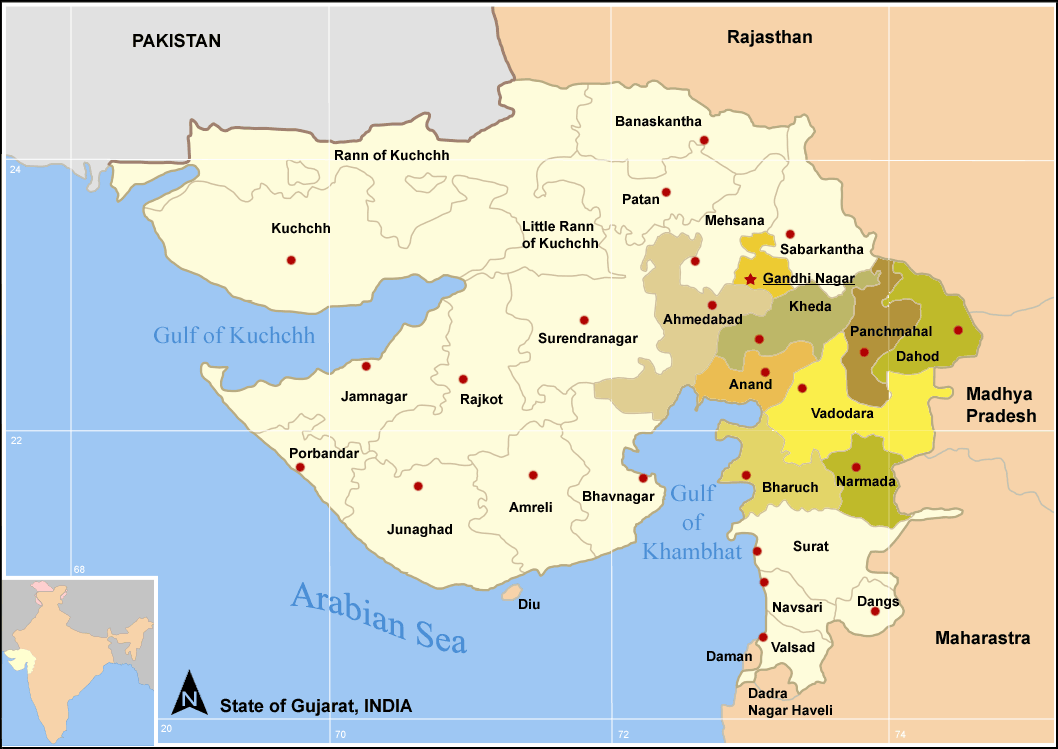
古吉拉特邦中东部地区

班杰默哈尔斯县（Panchmahal district）为印度古吉拉特邦辖县，“班杰默哈尔斯”印度当地语言“Panch mahal”即“五个辖区”之意——瓜廖尔王公吉瓦吉劳·辛迪亚移交给英国人的五个管辖区。班杰默哈尔斯全县人口2,390,776人（2011年），其中城镇人口12.51％。

## 历史
班杰默哈尔斯于18世纪由馬拉地人吉瓦吉劳·辛迪亚领导脱离莫卧儿帝国统治，辛地亚成为瓜廖尔王公。1818年，瓜廖尔被英国人强制纳入大英帝国版图。1861年，辛地亚家族将瓜廖尔王国五个辖区移交给英属印度，成为孟买管辖区北部的一个行政区。这时的瓜廖尔被分割的二部分，划入英属印度的英属区为西南部，属于平原的主体，富饶肥沃；仍属瓜廖尔土邦的北部则因未被开垦，地势起伏不平。英属区面积1,606平方公里，1901年人口261,020人；其行政中心驻戈特拉，当时人口达20,915人（1901年）。而作为前土邦、之后的古吉拉特苏丹的首府——坚巴内尔日渐没落，最终并入孟买管辖区，至此潘奇马哈斯也成为了孟买管辖区唯一的行政事务上非规范的行政单位，其税务官兼任地方行政长官，负责辖区行政事务。其矿产品包括砂石、花岗岩和其他建筑石材。主要农作物有玉米、粟、水稻、豆类和油类作物。